# Prix François-Mauriac
Ne doit pas être confondu avec Prix François-Mauriac de la région Aquitaine.
Le prix François-Mauriac est un prix littéraire décerné chaque année par l'Académie française. Il récompense le roman d'un jeune écrivain. Ce prix est remis à l'Institut, à la fin de l'année, lors de la séance publique annuelle. Il ne doit pas être confondu avec le prix François-Mauriac de la région Aquitaine, lié au centre François-Mauriac du domaine de Malagar.

## Liste des lauréats

### Années 1990
- 1995 : Calixthe Beyala, Asséze l'Africaine (Albin Michel)
- 1996 : 
  - Marie Ferranti, Les Femmes de San Stefano (Gallimard), médaille d’argent
  - Yann Moix, Jubilations vers le ciel (Grasset), médaille de bronze
- 1997 : 
  - Catherine Vigourt, La Vie de préférence (Flammarion), médaille d’argent
  - Marie-Odile Beauvais, Les Forêts les plus sombres (Grasset), médaille de bronze
- 1998 : Olivier Frébourg, Port d'attache (Albin Michel), médaille d’argent
- 1999 : 
  - Frédéric Lenormand, Les Princesses vagabondes (Jean-Claude Lattès), médaille d'argent
  - Gilles Orselly, Balthazar au pays des collines (Gallimard), médaille de bronze

### Années 2000
- 2000 : 
  - Sébastien Lapaque, Les Idées heureuses (Actes Sud), médaille d’argent
  - Mathieu Terence, Journal d’un cœur sec (Phébus), médaille d’argent
- 2001 : 
  - Louis Védrines, Le Mezzetin (de Fallois), médaille d’argent
  - Olivier Bleys, Pastel (Gallimard), médaille de bronze
- 2002 : David Foenkinos, Inversion de l'idiotie : de l'influence de deux Polonais (Gallimard), médaille d’argent
- 2003 : 
  - Anne-Marie Langlois, Se souvenir de Sebaïn (Belfond), médaille d’argent
  - Silvia Baron Supervielle, Le pays de l’écriture (Seuil), médaille de bronze
- 2004 : Éric Fottorino, Caresse de rouge (Gallimard), médaille d’argent
- 2005 : Santiago Amigorena, Le Premier Amour (P.O.L), médaille d’argent
- 2006 : Jérôme Fronty, Cavale-toi, Barrès (Serpenoise)
- 2007 : 
  - Philippe Vilain, Paris l'après-midi (Grasset), médaille d’argent
  - Alexis Salatko, Un fauteuil au bord du vide (Fayard), médaille de bronze
- 2008 : Charif Majdalani, Carnavansérail (Seuil), médaille d’argent
- 2009 : 
  - Jean-Baptiste Del Amo, Une éducation libertine (Gallimard), médaille d’argent
  - Marcus Malte, Toute la nuit devant nous (Zulma), médaille de bronze

### Années 2010
- 2010 : 
  - Guillaume de Sardes, Le Nil est froid (Hermann), médaille d’argent
  - Hélène Bonafous-Murat, L’Ombre au tableau (Le Passage), médaille de bronze
- 2011 : Thomas B. Reverdy, L'Envers du monde (Seuil), médaille d'argent
- 2013 : 
  - Cédric Villani, Théorème vivant (Grasset), médaille d'argent
  - Joy Sorman, Comme une bête (Gallimard), médaille de bronze
- 2014 : 
  - Camille de Villeneuve, Ce sera ma vie parfaite (Philippe Rey), médaille d’argent
  - Anaïs Jeanneret, La Solitude des soirs d’été (Albin Michel), médaille de bronze
- 2015 : Virginie Bouyx, Villes chinoises (Gallimard), médaille d’argent
- 2016 : Pierre Adrian, La Piste Pasolini (Équateurs)
- 2017 : Jean-François Roseau, La Chute d’Icare (Éditions de Fallois), médaille d'argent
- 2018 : Éric Metzger, Adolphe a disparu, (Gallimard), médaille d'argent
- 2019 : Bruno Pellegrino, Là-bas, août est un mois d’automne, (Éditions Zoé), médaille d’argent

### Années 2020
- 2020 : Alexandre Postel, Un automne de Flaubert, (Gallimard), médaille d’argent
- 2021 : Celia Levi, La Tannerie
- 2022 : Olivier Hercend, Zita
- 2023 : Stéphanie Boulay, À l’abri des hommes et des choses, médaille d'argent